# Pörmitz
Pörmitz es un municipio situado en el distrito de Saale-Orla, en el estado federado de Turingia (Alemania), a una altitud de 450 metros. Su población a finales de 2021 era de unos 165 habitantes y su densidad poblacional, 25 hab/km².
Se encuentra ubicado a poca distancia al norte de la frontera con los estados de Sajonia y Baviera.